# Orde van het Vertrouwen

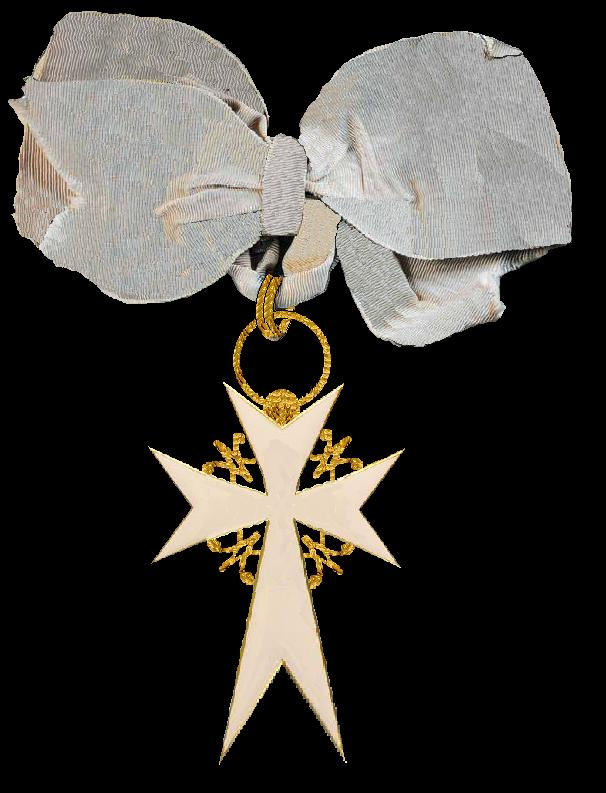
Isabella Charlotte droeg een kruis dat er zo uitzag.

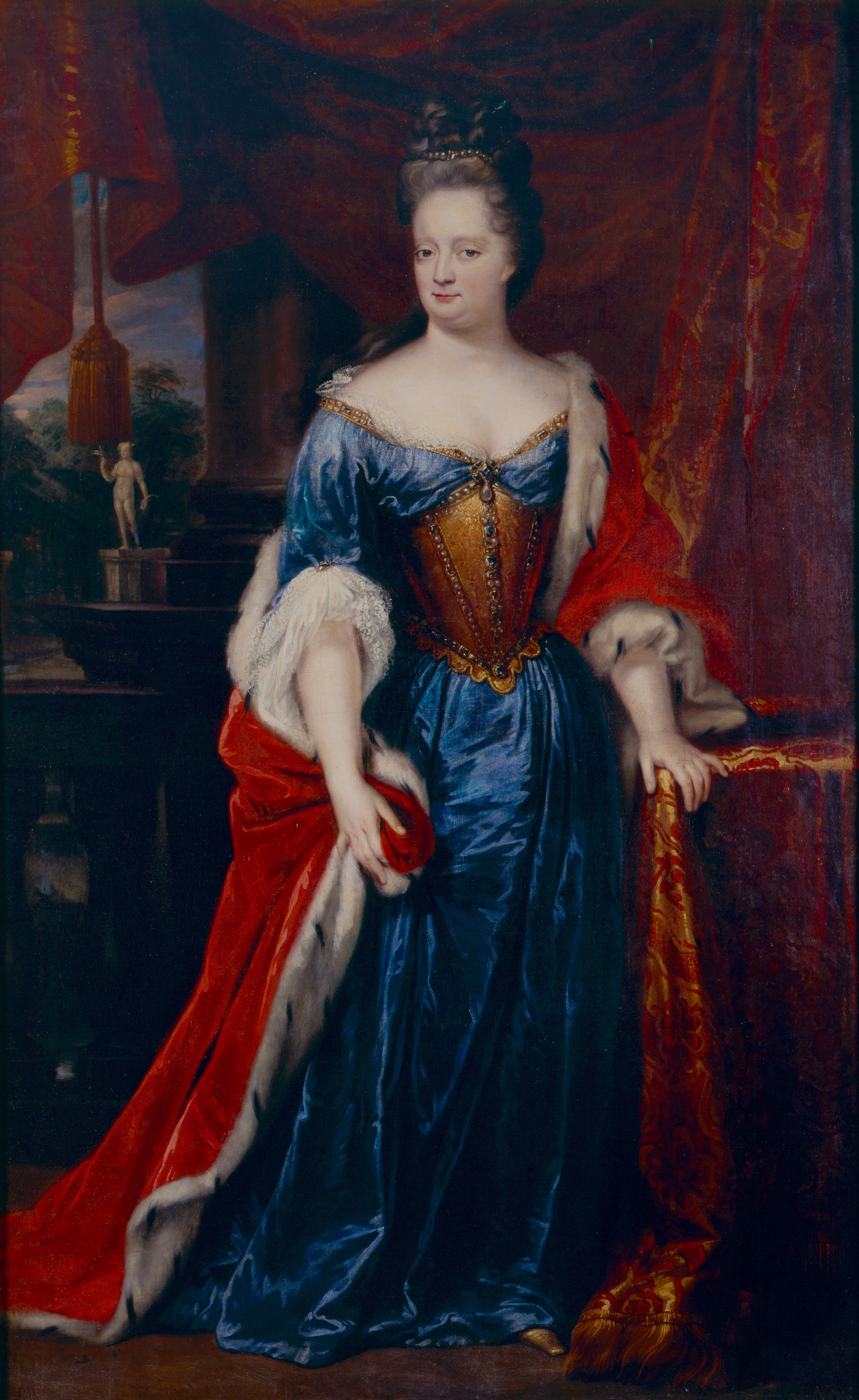
Henriëtte Amalia van Anhalt-Dessau, de stichtster van de orde.

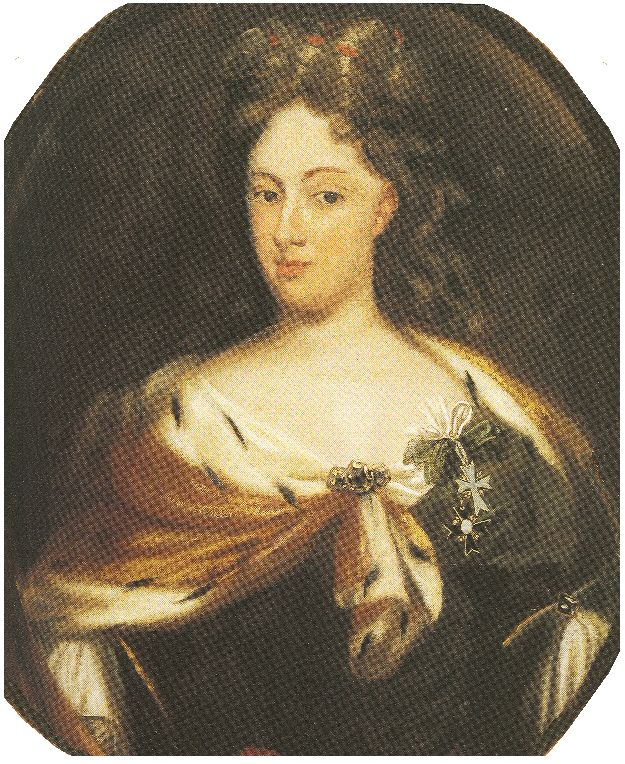
Isabella Charlotte van Nassau-Dietz uit de 18e eeuw toegeschreven aan Jan Volders.

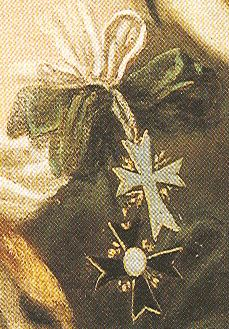
Detail van het portret van Isabella Charlotte. Het groene kruis is waarschijnlijk de Jachtorde.

De Orde van het Vertrouwen (Frans: "Le très noble Ordre de la Fidélité") was een in 1710 in Nassau-Diez door Henriëtte Amalia, prinses van Anhalt-Dessau, opgerichte huisorde voor het vorstendom Nassau-Diez en voor de familie Nassau die in diverse takken verdeeld in Duitsland en in Friesland functies bekleedde. De voertaal van de orde was, net als die aan het hof, Frans, vandaar de Franse naam.
Van 1696 tot 1707 was Henriëtte Amalia in Groningen, Friesland, Drenthe en in het Duitse vorstendom regentes voor haar minderjarige zoon Johan Willem Friso van Nassau geweest.
De orde die aan mannen en vrouwen kon worden verleend had als doel "alle verdiensten van getrouwe en bevriende personen van beide geslachten, want die laatste twee eigenschappen zijn het belangrijkst, te belonen en als teken van hoogachting aan haar dochters de prinsessen benevens vrienden en dienaren te worden verleend". De statuten zijn in het Frans gesteld en erg summier; hoe de orde eruitziet kunnen wij er niet uit opmaken.
De zeven dochters van de prinses en enkele anderen, meest vorsten van naburige staten, maar ook hooggeplaatste leden van de hofhouding, werden in de orde opgenomen. De leden staan in een in het Koninklijk Huisarchief in Den Haag bewaard gebleven register van de orde ingeschreven. Na de dood van prinses Henriëtte Amalia in 1711 is de orde niet meer verleend. Het was in de 18e eeuw niet uitzonderlijk dat een ridderorde na het overlijden van de stichter ophield te bestaan.
Geen van de juwelen of ridderkruisen van de orde is bewaard gebleven maar op twee in Duitsland bewaard gebleven portretten is een wit, of volgens Van Zelm van Eldik lichtblauw, geëmailleerd kruis aan een gestrikt lint te zien dat zeer waarschijnlijk deze orde voorstellen moet.
Heren zullen de orde aan een lint in het knoopsgat of aan een lint om de hals hebben gedragen. Van een ster of borstkruis is niets bekend.
In het museum Wilhelmsturm in Dillenburg worden twee portretten bewaard waarop de "Très Noble Ordre de la Fidélité" min of meer duidelijk te zien is. Beide portretten zijn van de hand van de Friesche hofschilders Louis, of Jan, Volders. Op het portret van Henrietta Albertina (1686-1754), prinses van Nassau-Diez is het lint van de orde kennelijk groen.
Bij haar jongere zus Isabella Charlotte (1692-1757), gehuwd met Christiaan van Nassau-Dillenburg (1688-1739), is het lint duidelijk wit. In de armen van het kruis zijn in beide portretten ineengestrengelde A's te zien. De vorm van het kruis is breed uitlopend met acht punten. De tekening hiernaast is een reconstructie en geeft een goede indruk van de kruisen van de orde.